# Jane Rosenthal

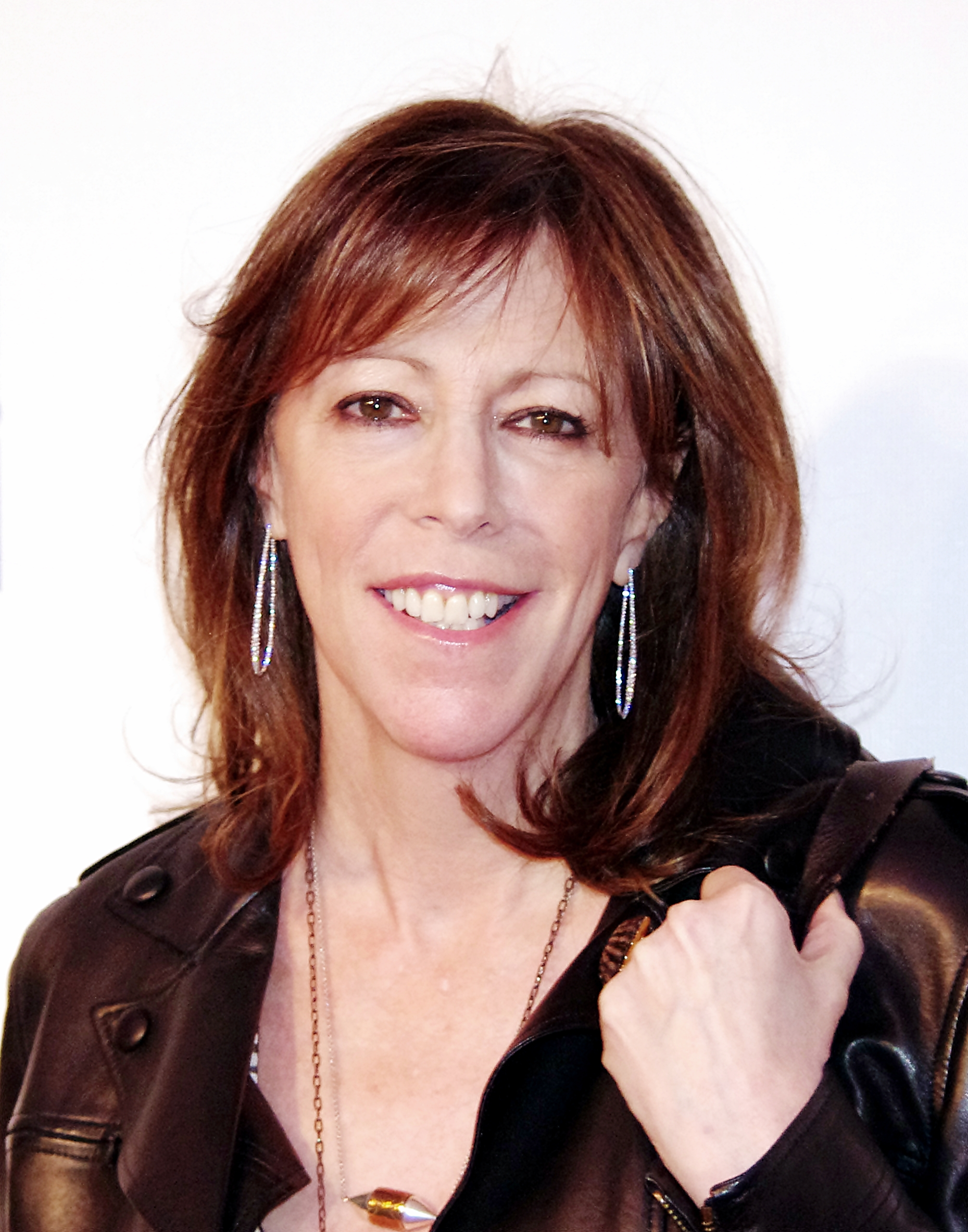
Jane Rosenthal, 2012

Jane Rosenthal, född 21 september 1956 i Providence, Rhode Island, är en amerikansk filmproducent. Rosenthal studerade vid både Brown University och New York University. Tidigt i sin karriär hjälpte hon till att utveckla och producera över 70 filmer för TV medan hon jobbade på CBS i Los Angeles.

## Filmografi (urval)
- 1993 – Tribeca (TV-serie)
- 1997 – Wag the Dog
- 1999 – Analysera mera
- 1999 – Flawless
- 2000 – Rocky och Bullwinkle på äventyr
- 2000 – Släkten är värst
- 2004 – Stage Beauty
- 2004 – Familjen är värre
- 2005 – Rent
- 2006 – Den innersta kretsen
- 2010 – Little Fockers